# Торнер-Ла Муда I (Белуно)
Торнер-Ла Муда I је насеље у Италији у округу Белуно, региону Венето.
Према процени из 2011. у насељу је живело 7 становника. Насеље се налази на надморској висини од 501 м.